# هری هیبس
هری هیبس (به انگلیسی: Harry Hibbs) بازیکن فوتبال زادهٔ ۲۷ مه ۱۹۰۶ اهل کشور انگلستان بود که سابقهٔ بازی در تیم ملی فوتبال انگلستان را در کارنامهٔ خود دارد. وی در تاریخ ۲۰ نوامبر ۱۹۲۹ نخستین بازی ملی خود را در مقابل تیم ملی فوتبال ولز انجام داد و با حضور در ۲۵ بازی ملی، در تاریخ ۵ فوریه ۱۹۳۶ واپسین بازی ملی‌اش را در برابر تیم ملی فوتبال ولز برگزار کرد.